# Rubén Blades

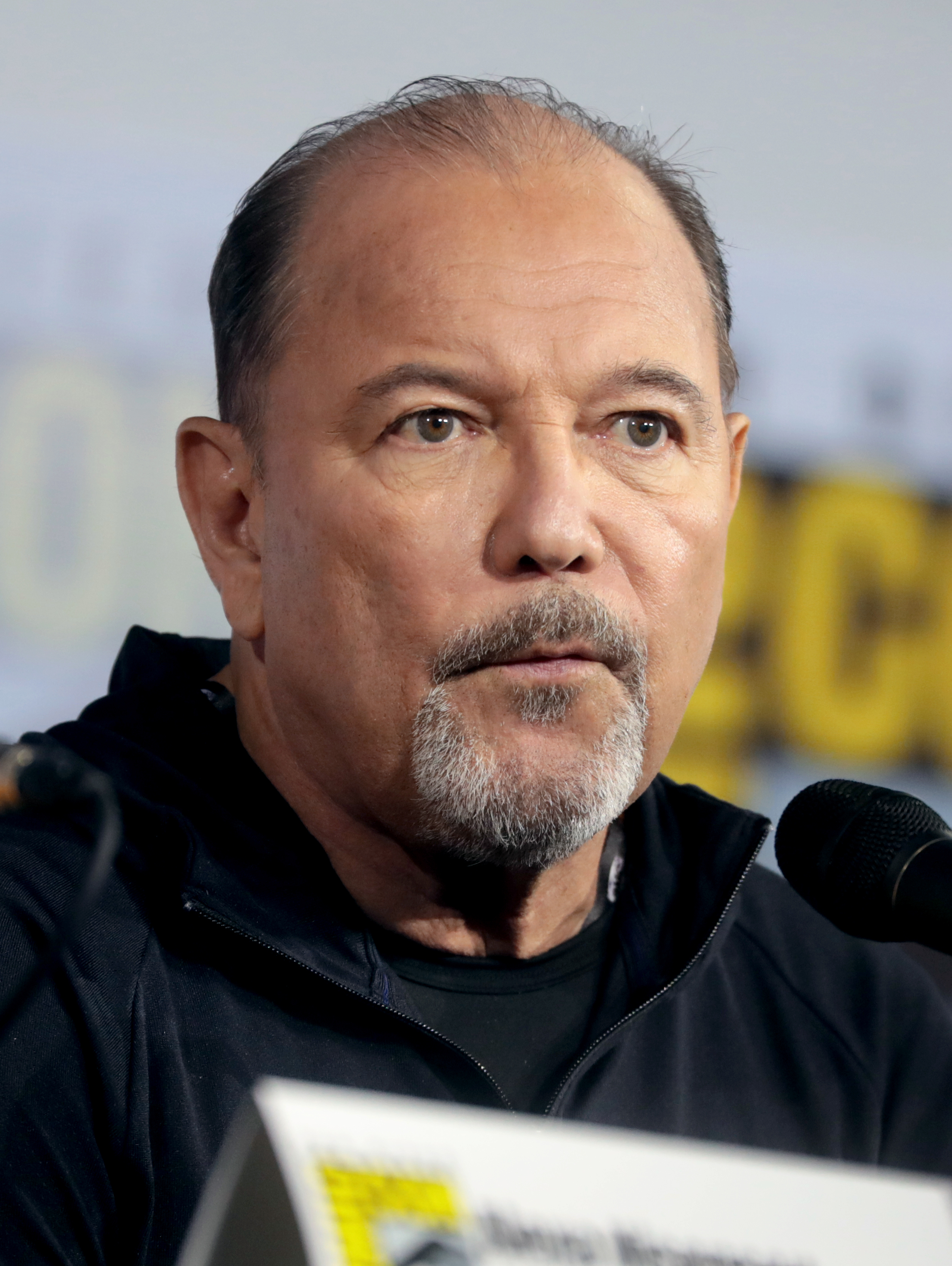
Rubén Blades auf der San Diego Comic Con (2019)

Rubén Blades Bellido de Luna (* 16. Juli 1948 in Panama-Stadt) ist ein panamaischer Sänger, Schauspieler, Aktivist und Politiker. Von 2004 bis 2009 war er Tourismusminister von Panama.

## Leben und Karriere
Rubén Blades wuchs in eher ärmlichen Verhältnissen im Barrio San Felipe in Panama-Stadt auf. Seine Großmutter mütterlicherseits war eine Feministin, die bevorzugt ihre Töchter auf eine höhere Schule schickte. Aus diesem Grunde lernte Blades durch seine Mutter lesen und schreiben, aber auch ihre Liebe zur Poesie und zum Klavier. Sein Vater war von Beruf Jockey, Basketballspieler und zuletzt bei der Geheimpolizei. Im Jahr 1964 kumulierten die Spannungen mit den USA um den Panamakanal – nach einer Demonstration gab es 25 Tote. Das bewirkte ein Umdenken beim 16-jährigen Rubén Blades, der bis dahin nach eigenen Angaben „in Geschmack, Musik und in allem ‚pro-yanqui‘“ gewesen war.
Nach der Schule schrieb er sich als Student für Jura und Politikwissenschaften an der Universidad Nacional de Panamá ein, sang aber nebenbei in diversen Conjuntos Latinos. Als 20-Jähriger reiste er mit Hilfe seines Bruders, der bei einer Fluggesellschaft arbeitete, nach New York. Dort nahm er seine erste Platte mit dem Orchester von Pete Rodríguez auf. Er kehrte aber nach Panama zurück, um sein Studium zu beenden. 1983 verschärfte sich die politische Situation im Land unter General Noriega. Sein Vater musste wegen interner Spannungen im Geheimdienst das Land verlassen; er wurde mitbeschuldigt, die Ermordung Generals Omar Torrijos geplant zu haben. Die Familie floh in die USA, Rubén Blades blieb allein zurück um das Studium abzuschließen, folgte ihnen dann aber nach Miami nach.
In New York suchte er den Kontakt zum Musikverlag Fania Records, wo er anfangs in der Postzustellung arbeitete. Nachdem er zunächst im Orchester von Ray Barretto gesungen hatte, bot sich ihm die Möglichkeit, im Orchester von Willie Colón als Nachfolger von Héctor Lavoe zu singen. Die erste Schallplatte Metiendo Mano (1977) wurde sofort ein großer Erfolg, übertroffen noch 1978 von Siembra, der lange Zeit erfolgreichsten Salsaplatte. Sechs Jahre blieb er bei Willie Colón, bis er 1982 seine eigene Gruppe Seis del Solar gründete, die er teilweise mit Robby Ameen leitete. Mit ihr verließ er die klassische Salsa-Formation und nahm neben dem Bläsersatz vor allem Rock-Instrumente mit auf. Er veröffentlichte 1984 Buscando América, 1985 Escenas, wofür er seinen ersten Grammy bekam. Streitigkeiten mit Fania um seine Urheberrechte führten zum Wechsel zu Elektra Records, er vergrößerte seinen Bläsersatz und die Gruppe wurde in Son del Solar umbenannt.
1987 folgte Agua Luna, basierend auf Gedichten von Gabriel García Márquez, danach Antecedente, wofür er seinen zweiten Grammy erhielt. Seine Faszination für den Rock ’n’ Roll kombiniert mit afro-kubanischen Rhythmen manifestierte sich in seinem ersten rein englischsprachigen Album Nothing But The Truth (1988). Er trat im 1988 produzierten Film Milagro – Der Krieg im Bohnenfeld auf.
In den 1990er Jahren trat Rubén Blades verstärkt als Filmschauspieler in einer Vielzahl von Produktionen auf, u. a. zusammen mit Schauspielern wie Richard Pryor, Whoopi Goldberg und Jack Nicholson. Dafür verlegte er seinen Wohnsitz nach Kalifornien.
Zwischenzeitlich gründete er 1994 zu den Präsidentschaftswahlen in Panama seine eigene politische Partei namens Movimiento Papa Egoró. Mit 17 % der Stimmen wurde er zwar nicht Präsident, seine Partei aber drittstärkste Kraft im Parlament.
In die USA zurückgekehrt nahm er 1995 wiederum eine LP mit Willie Colón auf: Tras la Tormenta. Einen weiteren Grammy gab es 1996 mit seiner neuen Gruppe Saravá und dem Album La Rosa de los Vientos und den vierten 1999 für das Album Tiempos.
Im Jahre 2000 wurde er UN-Sonderbotschafter gegen Rassismus und 2003 kehrte er wieder nach Panama zurück, um sich in Sozialprojekten und Umweltschutzorganisationen zu engagieren. 2001 arbeitete er mit Michael Jackson zusammen.
Von Oktober 2004 bis Juni 2009 war Blades Direktor des panamaischen Tourismusinstituts IPAT im Rang eines Ministers, seine musikalische Karriere hatte er hierfür unterbrochen. 2021 erhielt sein Album Salswing! (mit Roberto Delgado & Orquesta) eine Grammy-Nominierung in der Kategorie „Best Tropical Latin Album“.
2025 wurde Blades zum Mitglied der American Academy of Arts and Sciences gewählt.

## Diskografie
Mit Ray Barretto
- Barretto (Fania, 1975)

Mit Pete Rodríguez
- De Panamá a New York/From Panamá to New York (Fania, 1976)

Mit Willie Colón
- Metiendo mano (Fania, 1977)
- Siembra (Fania, 1978)
- Canciones del Solar de los Aburridos (Fania, 1981)
- The Last Fight (Música Latina, 1982)
- Tras la tormenta (Sony, 1995)
- Con sabor a salsa (Codigo Music, 2015)

Mit dem Spanish Harlem Orchestra
- Across 110th Street (Red Ink, 2004)

Mit Cheo Feliciano
- Eba Say Ajá (Ariel Rivas Music 2012)

Mit Roberto Delgado & Orquesta
- Salsa Big Band (2017), Grammy
- Salswing! (2021)

Alben unter eigenem Namen
- Bohemio y poeta (Fania, 1979)
- Maestra vida: primera parte (Fania, 1980)
- Maestra vida: segunda parte (Fania, 1980)
- El que la hace la paga (Fania)
- Mucho mejor (Fania)
- Ruben Blades with Strings (Fania)
- Buscando América (Elektra, 1984)
- Escenas (Elektra, 1985)
- Agua de luna (Elektra, 1986)
- Crossover Dreams (Elektra, 1986)
- Doble Filo (1987)
- Antecedente (Elektra, 1988)
- Nothing But the Truth (Elektra, 1988)
- Live! (Elektra, 1990)
- Caminando (CBS, 1991, US: Platin (Latin))
- Amor y Control (CBS, 1992, US: Platin (Latin))
- Joseph & His Brothers (Rabbit Ears, 1993)
- La rosa de los vientos (Sony, 1996)
- Tiempos (Sony, 1999)
- Mundo (Sony, 2002)
- Tangos (2014), Grammy

Lieder (Auswahl)
- Color Esperanza 2020 (2020, Various Artists, Benefizsingle, ES: Platin, MX: ×9Neunfachgold )

## Auszeichnungen für Musikverkäufe
| Platin-Schallplatte - Spanien - 2025: für die Single Color Esperanza 2020 | 9× Goldene Schallplatte - Mexiko - 2024: für die Single Color Esperanza 2020 |

| Land/RegionAuszeichnungen für Musikverkäufe (Land/Region, Auszeichnungen, Verkäufe, Quellen) | Gold  | Platin     | Verkäufe | Quellen             |
| -------------------------------------------------------------------------------------------- | ----- | ---------- | -------- | ------------------- |
| Mexiko (AMPROFON)                                                                            | Gold1 | 4× Platin4 | 270.000  | amprofon.com.mx     |
| Spanien (Promusicae)                                                                         | —     | Platin1    | 60.000   | elportaldemusica.es |
| Vereinigte Staaten (RIAA)                                                                    | —     | 2× Platin2 | 120.000  | riaa.com            |
| Insgesamt                                                                                    | Gold1 | 7× Platin7 |          |                     |

## Filmografie (Auswahl)
- 1984: Beat Street (Beat Street)
- 1987: Fatal Beauty (Fatal Beauty)
- 1988: Milagro – Der Krieg im Bohnenfeld (The Milagro Beanfield War)
- 1988: Oliver & Co. (Oliver & Company)
- 1988: Homeboy (Homeboy)
- 1989: Im Tresor ist die Hölle los (Disorganized Crime)
- 1990: Predator 2 (Predator 2)
- 1990: Die Spur führt zurück – The Two Jakes (The Two Jakes)
- 1990: Tödliche Fragen (Q and A, Filmmusik)
- 1991: Ein Vermieter zum Knutschen (The Super)
- 1991: Ungewisse Liebe (Crazy from the Heart)
- 1991: Die Josephine-Baker-Story (The Josephine Baker Story)
- 1994: Color of Night (Color of Night)
- 1997: Vertrauter Feind (The Devil’s Own)
- 1997: Akte X – Die unheimlichen Fälle des FBI (The X-Files, Fernsehserie, eine Folge)
- 1997: Chinese Box (Chinese Box)
- 1999: Das schwankende Schiff (Cradle Will Rock)
- 2000: All die schönen Pferde (All the Pretty Horses)
- 2002: Killing Moves (Assassination Tango)
- 2002: Imperium – Zwei Welten prallen aufeinander (Empire)
- 2003: Irgendwann in Mexico (Once Upon a Time in Mexico)
- 2012: Safe House
- 2012: Gottes General – Schlacht um die Freiheit (For Greater Glory: The True Story of Cristiada)
- 2013: The Counselor
- 2015–2017, 2019–2023: Fear the Walking Dead (Fernsehserie)
- 2016: Hands of Stone – Fäuste aus Stein (Hands of Stone)